# Malana
Malana è un antico villaggio indiano dello stato di Himachal Pradesh. Il villaggio è assai isolato e si trova sul lato nord della Valle di Parvati, nelle vicinanze del torrente Malana e a un'altitudine di 2 652 metri sul livello del mare. 
Malana è famosa per le usanze della sua popolazione e per i suoi costumi. La città è stata oggetto di vari documentari tra cui Malana: globalizzazione di un villaggio Himalayano e Malana, un'identità perduta. Gli abitanti parlano il dialetto autoctono Kanashi.

## Storia
Malana è stata definita "una delle più antiche democrazie del mondo". Gli abitanti del villaggio credono di avere geni ariani puri e di essere dei discendenti diretti dei soldati di Alessandro Magno. 
Per secoli isolata dal resto del mondo, Malana si è aperta alla civiltà moderna soprattutto dopo il 1999, con la costruzione della diga idroelettrica di Malana che ha anche portato con sé strade asfaltate ed energia elettrica. Una nuova strada ha ridotto il tempo di percorrenza per raggiungere il villaggio da diversi giorni a circa 4 ore. 
Il 5 gennaio 2008 un violento incendio, durato per circa 5 ore, ha distrutto numerosi edifici storici e alcuni templi. 
Dal 2017 non è più possibile per i turisti pernottare nel villaggio, che dagli anni '80 a oggi ha visto un aumento esponenziale del turismo a seguito della produzione nel villaggio del Charas, estratto della pianta di cannabis sativa che si coltiva negli altopiani che circondano Malana.

## Economia
La coltivazione della canapa è da secoli una delle principali fonti di guadagno del villaggio. Oltre al già citato Charas, in città si realizzano anche cesti, pantofole e cordame di canapa. Attorno al villaggio vi sono anche colture di patate e di mais. 
A partire dagli anni '80 Malana è diventata una delle destinazioni del cosiddetto "turismo delle droghe leggere". 
Il turismo collegato alla produzione di hashish resta attualmente la principale fonte di reddito del villaggio.
Dal 2017 è però stato fatto divieto ai turisti di pernottare, i quali adesso possono comunque visitare il villaggio in giornata andandosene però non appena fa buio. Questa scelta degli anziani del villaggio è da collegarsi con una chiara volontà di preservare, per quanto possibile, l'unicità culturale e linguistica del villaggio di Malana. Inoltre gli abitanti non vedono di buon occhio il contatto fisico con gli stranieri (considerati impuri) e ai turisti è fatto divieto di toccare qualsiasi oggetto, pena una multa di circa 1 500 rupie.

### La "Malana Cream"
Malana è inoltre famosa per la produzione del "Malana Cream", un prodotto a base di cannabis che cresce sugli altopiani attorno al villaggio. La crema di Malana è considerata uno dei migliori hashish al mondo. 
Per produrre la crema si prende tra le mani il fiore vivo della pianta di cannabis e lo si sfrega ripetutamente. La resina dell'infiorescenza resta così appiccicata sui palmi che, attentamente ripuliti con dei raschietti appositamente realizzati, portano a ottenere delle morbide palline di resina pura. 
A differenza di altre parti del mondo (dove per produrre hashish la pianta di cannabis deve necessariamente essere tagliata), a Malana si lavora sempre con un prodotto vivo, che negli anni può quindi raggiungere dimensioni assai notevoli.

## Cultura

### La connessione ellenica
Sull'origine ellenica del popolo di Malana esistono varie leggende.
Una di queste sostiene che alcuni soldati dell'esercito di Alessandro Magno si rifugiarono tra queste alture dopo che il loro re si era definitivamente ritirato dalle campagne militari in India, ed è qui che si stabilirono definitivamente per il resto della loro vita. Tuttavia questa leggenda è contestata da chi invece sostiene che Alessandro Magno non arrivò mai in India, ma si fermò col suo esercito nella valle di Kalash, in Pakistan. 
Una seconda leggenda sostiene invece un'origine indo-ariana degli abitanti di Malana, legata alla discesa di questo popolo avvenuta circa mille anni prima della venuta di Alessandro Magno. Un recente studio sulla tipizzazione dei geni della popolazione di Malana sembrerebbe confermare questa seconda leggenda. 

### I templi
Il villaggio vanta la presenza di diversi templi di pregevole fattura. Tra questi vanno certamente ricordati il Tempio Jamlu (con sculture in legno e teste di cervi) e il Tempio Rakmini.